# 円谷幸吉メモリアルアリーナ
円谷幸吉メモリアルアリーナ（つぶらやこうきち － ）は、福島県須賀川市にあるスポーツ施設である。2023年4月1日より「須賀川アリーナ」から名称が変更された。

## 概要
須賀川アリーナは、福島空港開港記念事業の一環として1994年3月にオープンした。東北自動車道須賀川インターチェンジ出口の正面にある。アリーナはメインアリーナとサブアリーナに分かれており、メインアリーナは県内でも有数の規模を誇る。1995年のふくしま国体では卓球のメイン会場として使用された。
2006年度から（公財）須賀川市スポーツ振興協会が指定管理者として管理運営を行っている。
2006年10月に、須賀川市出身のマラソンランナーである円谷幸吉に関する資料、記念品などを展示する「円谷幸吉メモリアルホール」がオープンした。
2011年3月11日に発生した東日本大震災では、同年7月1日まで避難所として使用された。
2019年10月12日に須賀川市を襲った令和元年東日本台風（台風19号）により近隣の釈迦堂川が氾濫したため浸水し、電気系統が損傷したため全館休館した。2020年10月10日より供用を再開した。
2023年4月1日、「二人の円谷」顕彰事業の一環として「円谷幸吉メモリアルアリーナ」に名称が変更された。

## 施設

### メインアリーナ
- 面積：2,730m2（65m×42m）
- 収容人数：5,004人（2階固定席 2,004人、1階移動観覧席 1,100人、折りたたみイス席 1,900人）
- 利用可能数：バスケットボール 3面、バレーボール 3面、テニス 3面、卓球 14面、バドミントン 12面など

### その他設備
- サブアリーナ
- 会議室
- トレーニングルーム
- 駐車場：一般車両 406台。バス用、障害者用も設置されている。アリーナまでの段差はスロープになっている。（正面出入り口から見て右側の駐車場のみ）
- 円谷幸吉メモリアルホール[8]

## その他
- アリーナのそばの釈迦堂川では、毎年ゴールデンウィーク前後にこいのぼりが飾られる。
- 隣接して須賀川市文化センターがある。